# Serhij Walter

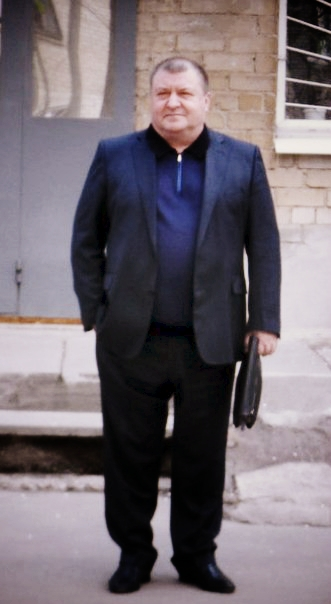
Serhij Walter

Serhij Heorhijowycz Walter (ukr. Сергій Георгійович Вальтер; ros. Сергей Георгиевич Вальтер; ur. 21 stycznia 1958 w Melitopolu, zm. 25 lutego 2015 tamże) – sekretarz Rady Miejskiej Melitopola w latach 2002—2010, burmistrz Melitopola w latach 2010—2015.

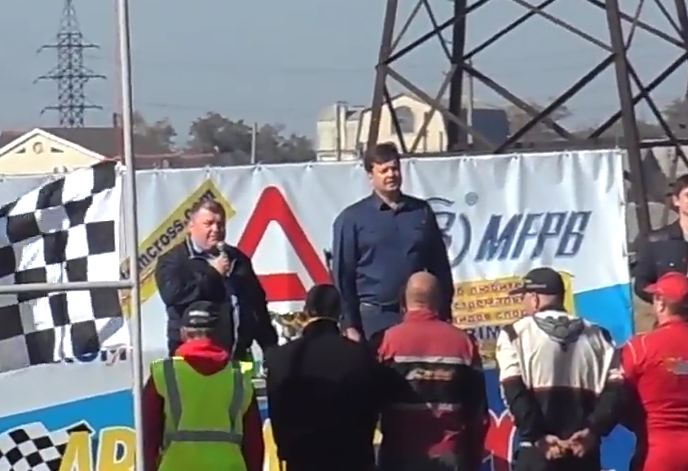